# Tillandsia paleacea
Tillandsia paleacea ist eine Pflanzenart aus der Gattung der Tillandsien (Tillandsia) innerhalb der Familie der Bromeliengewächse (Bromeliaceae). Sie kommt in ariden Gebieten in Bolivien, Kolumbien und Peru vor.

## Beschreibung und Ökologie

### Erscheinungsbild und Blatt
Tillandsia paleacea wächst als ausdauernde krautige Pflanze. Sie gedeiht oft in langen Strängen terrestrisch, lithophytisch oder epiphytisch. Es ist eine „graue Tillandsie“, die in niederschlagsarmen Gebieten gedeiht und volle Sonne bevorzugt. Sie ist stammbildend (caulescent); sie bildet also eine verhältnismäßig lange Sprossachse, die mehr oder weniger stark verzweigt sein kann, und wird mit Blütenstand 10 bis 70 Zentimeter lang. Oft stehen mehrere solche Stämmchen zusammen. Sie bildet nur sehr wenige Wurzeln, die oft nur vorhanden sind so lang die Pflanzen jung sind.
Die abstehend, wechselständig und spiralig an den Sprossachsen angeordneten Laubblätter sind in Blattscheide und Blattspreite gegliedert. Die Laubblätter stehen relativ weit auseinander, sodass alle Blattscheiden und Blattspreiten gut sichtbar sind. Die kahle oder beschuppte Blattscheide ist breit-eiförmig oder elliptisch. Die derbe, einfache und ganzrandige Blattspreite ist meist etwas gedreht und bei einer Länge von etwa 12 Zentimeter sowie einer Breite von 4 bis 6 mm flach oder rinnig. Die Blattspreite ist mit groben, silber-grauen Saugschuppen dicht bedeckt.

### Blütenstand und Blüte
Einige Jahre nach der Keimung wird ein endständiger Blütenstand gebildet. Der aufrechte, schlanke Blütenstandsschaft ist manchmal kurz, meist aber 15 bis 20 cm lang und kahl oder wenig beschuppt. Die beschuppten Hochblätter am Blütenstandsschaft sind gleich lang oder etwas länger als die dazwischen liegenden Achsenabschnitte und schmal-elliptisch mit fädigem oberen Ende. Der einfache, ährige Blütenstand ist abgeflacht und bei einer Länge von bis zu 5 Zentimeter im Umriss schmal-lanzettlich mit spitzem oberen Ende. Im Blütenstand stehen eine bis zwölf Blüten dicht zusammen. Die zweizeilig sich dachziegelartig überlappenden Deckblätter sind anfangs beschuppt, aber bald verkahlend und bei einer Länge von etwa 1,7 Zentimeter eiförmig bis elliptisch sowie nicht gekielt. Die gefurchten Deckblätter sind etwa dreimal länger als die Abschnitte der kantigen Blütenstandsachsen (Rhachis) etwas kürzer bis etwas länger als die Kelchblätter. Der Blütenstiel ist sehr kurz, die Blüten sind also fast sitzend.
Die zwittrigen Blüten sind dreizählig mit doppelter Blütenhülle. Die drei freien, kahlen Kelchblätter sind symmetrisch und bei einer Länge von 1 bis 1,7 Zentimeter lanzettlich. Die drei freien, blauen bis violetten Kronblätter sind schmal genagelt und besitzen eine ausgebreitete, fast kreisförmige Platte. Die sechs Staubblätter sind kürzer als die Kronblätter und liegen tief in der Blütenkrone, aber überragen den Stempel. Der kurze und dicke Griffel endet in korallenförmigen Narbe.

### Frucht und Samen
In den bei einer Länge von etwa 2 Zentimeter zylindrischen Kapselfrüchten sind die Flughaare der Samen nicht gefaltet. Die Ausbreitung der Samen erfolgt durch den Wind (Anemochorie).

## Vorkommen
Verbreitungsgebiete von Tillandsia paleacea liegen im bolivianischen Departamento La Paz, kolumbianischen Departamento Huila und in den peruanischen Regionen San Martín, Ancash, Lima, Huancavelica, Apurimac sowie Cusco. Tillandsia paleacea gedeiht an Felsen, auf Wüstensand oder in trockenen Gebieten auf Bäumen in Höhenlagen zwischen 0 und 3000 Meter.

## Systematik
Die Erstbeschreibung von Tillandsia paleacea erfolgte 1827 durch Karl Bořiwog Presl in Reliquiae Haenkeanae, 1, 2, S. 125. Das Artepitheton paleacea bedeutet spreuig, mit Schuppen bedeckt, dies bezieht sich auf die grob beschuppten Laubblätter. Synonyme für Tillandsia paleacea C.Presl sind: Tillandsia chilensis Baker, Tillandsia favillosa Mez, Tillandsia fusca Baker, Tillandsia lanata Mez, Tillandsia scalarifolia Baker, Tillandsia schenckiana Wittm.
Tillandsia paleacea gehört zur Untergattung Phytarrhiza in der Gattung Tillandsia.
Es gibt zwei Unterarten und eine Form der Art Tillandsia paleacea:
- Tillandsia paleacea C.Presl subsp. paleacea
- Tillandsia paleacea subsp. apurimacensis W.Till: Die Erstbeschreibung erfolgte durch Walter Till in Journal of the Bromeliad Society, Volume 43, 1993: A remarkable new subspecies of Tillandsia paleacea from Southern Peru, S. 7–10 und Tillandsia paleacea vs. T. marconae, S. 69–72. Sie kommt nur im peruanischen Apurimac vor.
- Tillandsia paleacea subsp. apurimacensis forma disticha W.Till: Die Erstbeschreibung erfolgte durch Walter Till in Journal of the Bromeliad Society, Volume 43, 1993, S. 7–10 und S. 69–72. Sie kommt nur im peruanischen Apurimac vor.

Es gibt eine gärtnerisch erzeugte Hybride mit einer anderen Art:
- Tillandsia 'Sweet Isabel': Sie wurde von Bill Timm gezüchtet. Die Mutter ist Tillandsia tectorum und der Vater Tillandsia paleacea. Die Pflanze besitzt einen Durchmesser von etwa plant 15 Zentimeter und die Laubblätter sind wechselständig an der Sprossachse verteilt angeordnet.[3]